# Ses Talaies de Cala Pi
El recinte cerimonial de ses Talaies de Cala Pi és un conjunt arqueològic situat a la possessió de Cala Pi, devora la cala del mateix nom, al migjorn del municipi de Llucmajor (Mallorca). En aquest recinte hi ha una destacada diversitat de construccions del bronze antic (pretalaiòtic final): 
- Un talaiot quadrat que té una altura que li confereix bastant de monumentalitat, però no es troba en gaire bon estat de conservació.
- Una bassa d'aigua excavada a la roca, possiblement de la mateixa època que el talaiot quadrat al costat del qual està situada.
- Un gran túmul escalonat que està parcialment desmantellat característic dels recintes cerimonials.
- Una naveta d'habitació pretalaiòtica situada devora el túmul, entre la vegetació, que va ser possiblement reutilitzat durant el talaiòtic.
- Un talaiot circular amb nombroses habitacions adossades difícils de diferenciar.
- Un passadís adovellat, que possiblement portava a l'interior del talaiot circular, a través d'alguna habitació adossada.
- Una tela de murada talaiòtica de carreus rectangulars que parteix del grup de construccions adossades al talaiot circular en direcció al túmul, que està interrompuda en diversos llocs.[1]